# Sekundærrute 481
Sekundærrute 481 er en rutenummereret landevej i Sønderjylland.
Landevejen starter ved rundkørslen vest for Dybbøl, der krydses af sekundærrute 401 og slutter nordøst for Tinglev ved primærrute 42. Før åbningen af Egernsundbroen i 1968 var strækningen mellem Dybbøl og Gråsten en del af Hovedvej A8.
1. ↑  Samlet trafik på det rutenummererede vejnet i 2008